# Barbapapa
Barbapapa – nazwa osobnika i całej rodziny podobnych do niego zmiennokształtnych istot z serii francuskich książeczek dla dzieci opublikowanych w latach 70. XX w. autorstwa Annette Tison (ur. 1942) i Talusa Taylora (1933–2015).

## Postacie
Nazwa Barbapapa jest nawiązaniem do francuskiej nazwy waty cukrowej (barbe à papa), ponieważ te stworzenia są równie plastyczne. Sam Barbapapa jest zazwyczaj różową zaokrągloną postacią, Jego towarzyszką została Barbamama – czarna, gruszkowata istota. Mają siedmioro kolorowych dzieci (które zasadzili, ponieważ Barbapapy nie rodzą się, tylko wyrastają z ziemi jak rośliny):
- Barbabela – fioletowa dziewczynka, miłośniczka piękna
- Barbalala – zielona dziewczynka, miłośniczka muzyki
- Barbabłysk – niebieski chłopiec, miłośnik nauki
- Barbalesio – żółty chłopiec, miłośnik zwierząt
- Barbafitek – czerwony chłopiec, miłośnik sportu
- Barbalitka – pomarańczowa dziewczynka, miłośniczka książek
- Barbabartek – czarny kudłaty chłopiec, miłośnik sztuki

Imiona bohaterów różnią się nieraz od oryginalnych w zależności od wersji językowej (np. Barbamama po włosku to Barbamamma, zaś Barbibul to po angielsku Barbazoo, a po niemiecku Barbakus; sportowiec Barbidur – po angielsku Barbabravo).

## Serial animowany
Postacie te stały się popularne dzięki serii 5-minutowych animacji nadawanych w telewizji. Seria z 1975 liczyła 45 odcinków i była rozpowszechniana w ponad 40 krajach (także w Polsce).
Nowa seria (Barbapapa dokoła świata) została wyprodukowana przez Kodansha Ltd. w roku 1999. Jest owocem lat spędzonych przez autorów na podróżach i poznawaniu życia zwierząt i gatunków roślin w takich miejscach jak lasy deszczowe, Biegun Północny czy pustynie, gdzie wykonali wiele szkiców. Składa się z 50 także 5-minutowych odcinków:
- Rodzinne miasto: 1. Farma 2. Las 3. Wyprawa
- Nowa Gwinea: 4. Rajskie ptaki 5. Żółwie
- Wysokie Andy: 6. Kaktusy 7. Lama 8. Niedźwiedź
- Sumatra: 9. Nosorożec 10. Orangutan
- Australia: 11. Kangur 12. Koala 13. Pożar lasu
- Himalaje: 14. Lodowiec 15. Lawina
- Borneo: 16. Małpy 17. Lasy mangrowe 18. Pyton
- Indie: 19. Tygrys 20. Monsun
- Amazonia: 21. Jaguar 22. Małpa-pająk 23. Amazonka
- Chiny: 24. Panda 25. Złote Runo
- Północna Europa: 26. Łoś 27. Bobry 28. Halloween
- Biegun Północny: 29. Niedźwiedź Polarny 30. Mors
- Sawanna: 31. Lew i zebra 32. Antylopa Gnu 33. Żyrafa
- Ameryka Północna: 34. Tornado 35. Bizon
- Na Zachód: 36. Pionierzy 37. Gryzli 38. Wydra
- Morze Czerwone: 39. Rafa koralowa 40. Ryba-skorpion
- Afryka: 41. Słoń 42. Hipopotam 43. Moskit
- Madagaskar: 44. Baobab 45. Aye-aye
- Galapagos: 46. Morska iguana 47. Wieloryby 48. Gigantyczne żółwie
- Antarktyda: 49. Pingwiny 50. Gigantyczna ośmiornica

W 2020 roku wyemitowana została nowa seria o Barbapapie, stworzona przez francuskie studio animacyjne Normaal na zlecenie stacji TF1. Nowa odsłona przygód Barbapapy liczy 52 odcinki po 11 min. Współscenarzystką i współtwórczynią serii jest Alice Taylor, córka Annette Tison i Talusa Taylora, którzy wymyślili Barbapapę i uczynili go bohaterem serii książek dla dzieci. We Francji serial pojawił się na antenie TF1, w innych krajach dostępny jest na kanale Nickelodeon Junior.